# Nikolaï Tikhonravov
Pour les articles homonymes, voir Tikhonravov.
Nikolaï Savvitch Tikhonravov  (en russe Никола́й Са́ввич Тихонра́вов), né le 15 octobre 1832 dans le gouvernement de Kalouga, mort le 9 décembre 1893 à Moscou, était un historien littéraire russe, professeur à l’université de Moscou et académicien.

## Œuvres
De 1859 à 1861, il a fait paraître cinq volumes d'un grand recueil très apprécié, les « Chroniques de la littérature et de l'antiquité russes » (Летописи русской литературы и древности), suivis d'une foule d'études fragmentaires, dont l'histoire littéraire du XVIIIe siècle a fourni la matière principale.
N. Tikhonravov est aussi l'auteur d'une édition critique de Nikolaï Gogol en sept volumes, qui a paru en 1889.

## Sources
- Une partie de cet article est une copie de l'ouvrage Littérature russe de Kazimierz Waliszewski, aujourd'hui dans le domaine public.